# Zasadnicze twierdzenie algebry
Zasadnicze twierdzenie algebry, podstawowe twierdzenie algebry – wspólna nazwa dwóch blisko powiązanych twierdzeń algebry i analizy zespolonej:
- każdy wielomian zespolony stopnia dodatniego ma pierwiastek[1];
- stopień niezerowego wielomianu zespolonego jest równy sumie krotności jego pierwiastków. Oznacza to, że każdy wielomian zespolony rozkłada się na czynniki liniowe – można go przedstawić jako ich iloczyn:

{\displaystyle f\in \mathbb {C} [X]\Rightarrow \exists a,z_{1},\dots ,z_{n}\in \mathbb {C} :f(z)=a(z-z_{1})(z-z_{2})\dots (z-z_{n}).}
Drugie twierdzenie jest konsekwencją pierwszego i twierdzenia Bézouta. Oba można też wyrazić w języku algebry abstrakcyjnej: ciało liczb zespolonych {\displaystyle \mathbb {C} } jest algebraicznie domknięte, a pierścień wielomianów zespolonych {\displaystyle \mathbb {C} [X]} ma jednoznaczność rozkładu – należy do pierścieni Gaussa.
Twierdzenie to udowodnili na przełomie XVIII i XIX wieku Carl Friedrich Gauss i Jean-Robert Argand – ten pierwszy podał większość dowodu, a drugi go uzupełnił.

## Uwaga
Inaczej niż w przypadku zespolonym wygląda sprawa wielomianów rzeczywistych i ich pierwiastków rzeczywistych – wielomian stopnia {\displaystyle n} może nie mieć wcale pierwiastków, a jeśli ma, to jest ich co najwyżej {\displaystyle n.} Natomiast każdy wielomian rzeczywisty stopnia nieparzystego ma przynajmniej jeden pierwiastek rzeczywisty (wynika to z faktu, że granice niewłaściwe wielomianu rzeczywistego stopnia nieparzystego w {\displaystyle \pm \infty } są różnych znaków, a także z faktu, że wielomian jako funkcja ciągła ma własność Darboux – a zatem musi przyjąć wartość pośrednią 0).

## Historia
Przed Gaussem dowody twierdzenia ogłaszało co najmniej sześciu innych matematyków:
- Jean le Rond d’Alembert (1746)[1];
- Leonhard Euler (1749)[1];
- Daviet de Foncenex;
- Joseph Louis Lagrange (1772)[1];
- Pierre Simon de Laplace (1812)[1];
- James Wood.

Były one jednak niekompletne lub zawierały luki i dlatego nie zostały powszechnie uznane. W 1799 roku Carl Friedrich Gauss podał większość pierwszego poprawnego dowodu. Jego wywód również zawierał lukę, choć bardziej subtelną. Gauss podał cztery różne dowody w ciągu swojego życia. W 1926 roku Emil Artin i Otto Schreier podali pierwsze dowody algebraiczne.
Nazwa twierdzenia pojawiła się najpóźniej w drugiej połowie XIX wieku.

## O dowodach
Dowody zasadniczego twierdzenia algebry można dzielić na „algebraiczne” i „analityczne” (tzn. odwołujące się do wyników i pojęć analizy matematycznej, szczególnie do ciągłości). Z reguły „bardziej algebraiczne” dowody są dłuższe i bardziej skomplikowane. Oprócz tego, nawet w „najbardziej algebraicznych” dowodach nie potrafimy uniknąć stosowania niektórych twierdzeń analizy matematycznej, a więc dowód nie będzie „zupełnie algebraiczny”. Twierdzenia analizy zespolonej takie jak twierdzenie Liouville’a czy twierdzenie Rouchégo, znacznie upraszczają dowód zasadniczego twierdzenia algebry.
W poniższych dowodach będą stosowane następujące znane fakty:
- funkcje wielomianowe są ciągłe (na płaszczyźnie zespolonej);
- Twierdzenie Weierstrassa o kresach: funkcja określona na przestrzeni zwartej o wartościach rzeczywistych osiąga swoje kresy, dokładniej jeśli {\displaystyle X} jest przestrzenią zwartą, a {\displaystyle f} jest rzeczywistą funkcją ciągłą na {\displaystyle X,} to istnieją takie punkty {\displaystyle a,b\in X,} że

{\displaystyle f(a)=\min\{f(x):x\in X\}}
oraz
{\displaystyle f(b)=\max\{f(x):x\in X\}.}
- domknięte i ograniczone podzbiory płaszczyzny zespolonej są zwarte.

## Dowód oparty na twierdzeniu Liouville’a
- Twierdzenie Liouville’a: ograniczona funkcja całkowita jest stała. Innymi słowy: jeżeli funkcja zespolona jest analityczna na całej płaszczyźnie zespolonej i nie jest stała, to jest ona nieograniczona.

Niech {\displaystyle f} będzie dowolnym wielomianem zespolonym stopnia dodatniego, tzn. wielomian {\displaystyle f} nie jest funkcją stałą. Wiadomo, że wielomiany są funkcjami analitycznymi na całej płaszczyźnie zespolonej. Z twierdzenia Liouville’a wynika, że funkcja {\displaystyle f} jest nieograniczona. Wówczas dla dowolnego {\displaystyle M>0} istnieje takie {\displaystyle R>0,} że w zewnętrzu okręgu {\displaystyle |z|=R} (inaczej mówiąc, dla {\displaystyle |z|>R}) spełniona jest nierówność {\displaystyle |f(z)|>M.} Niech {\displaystyle M} i {\displaystyle R} będą ustalonymi liczbami o tych własnościach.
Przypuśćmy, że wielomian {\displaystyle f} nie ma żadnego pierwiastka zespolonego, tzn. {\displaystyle f(z)\neq 0} dla każdej liczby zespolonej {\displaystyle z.} Wówczas funkcja {\displaystyle g} dana wzorem:
{\displaystyle g(z)={\frac {1}{f(z)}}}
jest określona na całej płaszczyźnie, a ponadto analityczna. Wówczas dla {\displaystyle |z|>R} zachodzi nierówność:
{\displaystyle |g(z)|<{\frac {1}{M}},}
ponieważ {\displaystyle |f(z)|>M} dla {\displaystyle |z|>R.}
Należy teraz rozpatrzeć, co dzieje się z wartościami funkcji {\displaystyle f} w kole {\displaystyle |z|\leqslant R.} Rozważmy funkcję
{\displaystyle z\mapsto |f(z)|,}
która przyjmuje wartości rzeczywiste. Ponieważ koło domknięte {\displaystyle |z|\leqslant R} jest zbiorem zwartym, istnieje więc taki jego element {\displaystyle z_{0},} że:
{\displaystyle |f(z_{0})|=\min\{|f(z)|:|z|\leqslant R\}>0.}
Wynika stąd, że:
{\displaystyle |g(z)|\leqslant {\frac {1}{|f(z_{0})|}}.}
Możemy tym samym oszacować funkcję {\displaystyle g} na całej płaszczyźnie:
{\displaystyle |g(z)|\leqslant \max \left\{{\frac {1}{M}},\ {\frac {1}{|f(z_{0})|}}\right\}.}
Wówczas z twierdzenia Liouville’a wynika, że {\displaystyle g} jest stała, ale wtedy:
{\displaystyle f(z)={\frac {1}{g(z)}}}
też jest stała, co jest sprzeczne z przypuszczeniem, a zatem wielomian {\displaystyle f} ma pierwiastek zespolony.

## Przykład innego dowodu
Wystarczy wykazać, że dla każdego wielomianu zespolonego
{\displaystyle v(x)=a_{0}+a_{1}x+\ldots +a_{n}x^{n},\;a_{0}\neq 0,\;a_{n}\neq 0,\;n\geqslant 1}
istnieje taka liczba zespolona {\displaystyle x_{0},} że
{\displaystyle |v(x_{0})|=0.}

### Lemat 1
Jeśli {\displaystyle v} jest niezerowym wielomianem o współczynnikach zespolonych, to
{\displaystyle (\exists {r>0})(\forall {x\in \mathbb {C} })(|x|>r\Rightarrow |v(x)|>|v(0)|=|a_{0}|)}

#### Dowód
Niech
{\displaystyle v(x)=a_{0}+a_{1}x+a_{2}x^{2}+\ldots +a_{n}x^{n}.}
Wówczas
{\displaystyle {\begin{array}{lcl}|v(x)|&=&|x|^{n}|a_{n}+a_{n-1}({\tfrac {1}{x}})+\ldots +a_{1}({\tfrac {1}{x}})^{n-1}+a_{0}({\tfrac {1}{x}})^{n}|\\&=&|x|^{n}|a_{n}+w(x)|\end{array}},}
gdzie:
{\displaystyle w(y)=a_{n-1}y+\ldots +a_{0}y^{n}.}
Z ciągłości funkcji wielomianowej {\displaystyle w} oraz faktu, że {\displaystyle w(0)=0,} dla pewnego {\displaystyle R>0} spełniony jest warunek
{\displaystyle |w(y)|<{\frac {|a_{n}|}{2}}}
o ile tylko {\displaystyle |y|<R.} Stąd, jeśli
{\displaystyle {\frac {1}{|y|}}>{\frac {1}{R}},}
to
{\displaystyle \left|w\left({\tfrac {1}{y}}\right)\right|>{\tfrac {|a_{n}|}{2}}.}
Podstawiając {\displaystyle y={\tfrac {1}{x}},} dostajemy
{\displaystyle |w(x)|>{\tfrac {|a_{n}|}{2}}}
dla wszystkich {\displaystyle |x|>{\tfrac {1}{R}}.}
Ostatecznie:
{\displaystyle {\begin{array}{lcl}|v(x)|&=&|x|^{n}|a_{n}+a_{n-1}({\tfrac {1}{x}})+\ldots +a_{1}({\tfrac {1}{x}})^{n-1}+a_{0}({\tfrac {1}{x}})^{n}|\\&\geqslant &|x|^{n}(|a_{n}|-|a_{n-1}({\tfrac {1}{x}})+\ldots +a_{1}({\tfrac {1}{x}})^{n-1}+a_{0}({\tfrac {1}{x}})^{n}|)\\&\geqslant &{\frac {|a_{n}|}{2}}|x|^{n}\end{array}},}
oraz
{\displaystyle {\frac {|a_{n}|}{2}}|x|^{n}>|a_{0}|,}
gdy
{\displaystyle |x|>{\sqrt[{n}]{\tfrac {2|a_{0}|}{|a_{n}|}}}.}
Istnieje więc takie {\displaystyle r>0,} że teza lematu jest spełniona, mianowicie:
{\displaystyle r=\max \left\{{\frac {1}{R}},{\sqrt[{n}]{\tfrac {2|a_{0}|}{|a_{n}|}}}\right\}.}

### Lemat Cauchy’ego
Dla każdego wielomianu {\displaystyle v} o współczynnikach zespolonych, dla którego {\displaystyle v(0)\neq 0,} istnieje taka liczba {\displaystyle r>0,} że minimum funkcji {\displaystyle |v(x)|} jest osiągnięte w kole {\displaystyle |x|\leqslant r.}

#### Dowód
Niech
{\displaystyle v(x)=a_{0}+a_{1}x+a_{2}x^{2}+\ldots +a_{n}x^{n},}
przy czym {\displaystyle a_{0}\neq 0.} Niech ponadto
{\displaystyle r=\max \left\{{\frac {1}{R}},{\sqrt[{n}]{\tfrac {2|a_{0}|}{|a_{n}|}}}\right\}.}
Wówczas z Lematu 1 wynika, iż poza kołem {\displaystyle |x|\leqslant r} spełniona jest nierówność {\displaystyle |v(x)|>|a_{0}|.} Ponieważ koło {\displaystyle |x|\leqslant r} jest zbiorem zwartym, funkcja {\displaystyle |v(x)|} przyjmuje w nim minimum lokalne dla pewnego {\displaystyle x_{0}} spełniającego {\displaystyle |x_{0}|\leqslant r.} W szczególności, {\displaystyle |v(x_{0})|>|a_{0}|.} Zatem {\displaystyle x_{0}} jest również minimum globalnym funkcji {\displaystyle |v(x)|.}

### Lemat 2
Niech {\displaystyle p} będzie wielomianem o współczynnikach zespolonych, spełniającym warunek {\displaystyle p(0)\neq 0} oraz niech {\displaystyle k} będzie dowolną liczbą naturalną. Wówczas dla każdej niezerowej liczby zespolonej {\displaystyle a} istnieje taka liczba zespolona {\displaystyle b,} że
{\displaystyle |a+b^{k}p(b)|<|a|.}

#### Dowód
Niech {\displaystyle p} i {\displaystyle k} będą takie jak wyżej. Z ciągłości funkcji wielomianowej {\displaystyle p} wynika, iż istnieje takie {\displaystyle \delta >0,} że
{\displaystyle |p(x)-p(0)|<{\tfrac {|p(0)|}{2}}}
o ile {\displaystyle |x|<\delta .} Niech {\displaystyle a} będzie niezerową liczbą zespoloną. Wówczas
{\displaystyle {\begin{array}{lcl}|a+x^{k}p(x)|&\leqslant &|a+x^{k}p(0)|+|x|^{k}|p(x)-p(0)|\\&\leqslant &|a+x^{k}p(0)|+{\frac {|x|^{k}|p(0)|}{2}}.\end{array}}}
Niech {\displaystyle b\in \mathbb {C} ,} wówczas
{\displaystyle p(0)b^{k}=-ta} dla {\displaystyle 0<t<1.}
Dla każdego {\displaystyle t>0} istnieje {\displaystyle b,} które spełnia powyższą równość.
{\displaystyle |a+p(0)b^{k}|=|a-ta|=(1-t)|a|}
{\displaystyle {\frac {|p(0)||b|^{k}}{2}}={\frac {t|a|}{2}}}
Jeżeli {\displaystyle b} jest takie, że {\displaystyle |b|<\delta } to:
{\displaystyle |a+b^{k}p(b)|\leqslant (1-t)|a|+{\tfrac {t|a|}{2}}=(1-{\tfrac {t}{2}})|a|<|a|}
i twierdzenie zachodzi, ale żeby było {\displaystyle |b|<\delta ,} to musi być {\displaystyle |b|^{k}<\delta ^{k},} czyli:
{\displaystyle |p(0)|\,|b|^{k}=t|a|<|p(0)|\,|\delta |^{k}\implies t<{\frac {|p(0)|\delta ^{k}}{|a|}}.}

### Lemat d’Alemberta-Arganda[6][7]
Niech {\displaystyle v} będzie wielomianem o współczynnikach zespolonych stopnia co najmniej pierwszego, który spełnia warunek {\displaystyle v(0)=a_{0}\neq 0.} Dla każdej liczby zespolonej {\displaystyle x_{0},} dla której {\displaystyle |v(x_{0})|>0,} istnieje taka liczba {\displaystyle y_{0},} że
{\displaystyle |v(y_{0})|<|v(x_{0})|.}

#### Dowód
{\displaystyle v(x+x_{0})=a_{0}+a_{1}(x+x_{0})+\ldots +a_{n}(x+x_{0})^{n}=a_{0}+a_{1}x_{0}+\ldots +a_{n}x_{0}^{n}+x^{k}w(x)=v(x_{0})+x^{k}w(x),}
przy czym {\displaystyle w(0)\neq 0.} Z Lematu 2 wynika, że istnieje taka liczba zespolona {\displaystyle b,} iż
{\displaystyle |v(x_{0})+b^{k}w(b)|<|v(x_{0})|,}
czyli
{\displaystyle |v(x_{0}+b)|<|v(x_{0})|.}
Przyjmując {\displaystyle y_{0}=b+x_{0}} otrzymuje się tezę.

### Dowód zasadniczego twierdzenia algebry
Z lematu Cauchy’ego i d’Alemberta-Arganda wynika dowód tezy postawionej na początku. Załóżmy bowiem, że {\displaystyle v\in \mathbb {C} [x]} i nie istnieje takie {\displaystyle x\in \mathbb {C} ,} że {\displaystyle |v(x)|=0.} Wówczas z lematu Cauchy’ego wiemy, że istnieje taki promień {\displaystyle r,} że minimum globalne {\displaystyle |v(x)|} jest przyjęte w kole {\displaystyle \{x:|x|\leqslant r\}} dla pewnego {\displaystyle x_{0}.} Założyliśmy jednak, że {\displaystyle |v(x)|} jest zawsze większe od {\displaystyle 0,} a wtedy z lematu d’Alemberta-Arganda wynika, że istnieje {\displaystyle y_{0}\in \mathbb {C} } takie, że {\displaystyle |v(y_{0})|<|v(x_{0})|,} co stoi w sprzeczności z tym, że w punkcie {\displaystyle x_{0}} funkcja {\displaystyle |v(x)|} przyjmuje minimum globalne, a zatem musi być {\displaystyle |v(x_{0})|=0.}

### Źródła historyczne
- Augustin Louis Cauchy: Cours d’Analyse de l’École Royale Polytechnique, 1ère partie: Analyse Algébrique. Wyd. 1992. Paris: Éditions Jacques Gabay, 1821. ISBN 2-87647-053-5. Brak numerów stron w książce
- Leonhard Euler: Recherches sur les racines imaginaires des équations. T. 5. Berlin: 1751, s. 222–288, seria: Histoire de l’Académie Royale des Sciences et des Belles-Lettres de Berlin.
- Carl Friedrich Gauss: Demonstratio nova theorematis omnem functionem algebraicam rationalem integram unius variabilis in factores reales primi vel secundi gradus resolvi posse. Helmstedt: C. G. Fleckeisen, 1799. Brak numerów stron w książce
- C. F. Gauss, “Another new proof of the theorem that every integral rational algebraic function of one variable can be resolved into real factors of the first or second degree”, 1815
- Hellmuth Kneser, Der Fundamentalsatz der Algebra und der Intuitionismus, t. 46, Mathematische Zeitschrift, 1940, s. 287–302, ISSN 0025-5874.
- Martin Kneser, Ergänzung zu einer Arbeit von Hellmuth Kneser über den Fundamentalsatz der Algebra, t. 177, Mathematische Zeitschrift, 1981, s. 285–287, ISSN 0025-5874.
- Karl Weierstrass: Neuer Beweis des Satzes, dass jede ganze rationale Function einer Veränderlichen dargestellt werden kann als ein Product aus linearen Functionen derselben Veränderlichen. 1891, s. 1085–1101.
- Jeff Suzuki. Lagrange’s Proof of the Fundamental Theorem of Algebra. „The Matematical Association Of America Monthly”. 113, s. 705–714, October 2006.